# Susan Yeagley
Susan Yeagley est une actrice américaine née le 27 février 1972 à Nashville, Tennessee (États-Unis).

## Filmographie
- 1998 : The Thin Pink Line : Chauncey's New Wife
- 2000 : The Dukes of Hazzard: Hazzard in Hollywood (TV) : Tami
- 2000 : Coyote Girls (Coyote Ugly) : Bidding Customer
- 2000 : Presque célèbre (Almost Famous) : Have A Nice Day Stewardess
- 2002 : Next! (TV) : Various
- 2002 : The Big Time (TV) : Miss Eve #1 (Nelle)
- 2002 : Another Bobby O'Hara Story... : Wunda hair Girl
- 2003 : Intolérable Cruauté (Intolerable Cruelty) : Tart #1
- 2005 : I'm Not Gay : Jordan
- 2006 : World's Funniest Commercials (TV) : Host
- 2006 : Fishy : Mom
- 2015 : Climate Change Denial Disorder (en) (court métrage)